# Січкарук Богдан Вікторович
Богдан Вікторович Січкарук (нар. 1 серпня 1994, Тетіїв, Київська область, Україна) — український футболіст, нападник «Чайки» (Петропавлівська Борщагівка).

## Життєпис
Народився Богдан в місті Тетіїв Київської області. З дитинства захоплювався футболом і біатлоном (до заняття яким його долучив батько, майстер спорту з вище вказаного виду спорту). Але в подальшому перевагу віддав футболу. В одинадцять років вступив до Київського обласного інтернату спортивного профілю, який розташовувався в сусідньому селищі Терезине, де його першим тренером став Валентин Кривий. У складі команди навчального закладу виступав у змаганнях Дитячо-юнацької футбольної ліги України. По закінченні спортінтернату зарахований в юнацьку команду київського «Арсеналу», яка брала участь в першості Київської області серед дорослих команд. Навесні 2012 року, у складі футбольного клубу «Володарка», грав в аматорському чемпіонаті України. Згодом нападник пробував свої сили в молодіжній команді «Металіста», але через отриману травму змушений був залишити харківський клуб. Окрім цього, перспективний футболіст встиг побувати на перегляді в клубах німецької оберліги з Ессена й Амсдорфа.
У 2014 році Січкарук отримав запрошення в полтавську «Ворсклу», де почав виступати за дублюючий склад, з перших же поєдинків відзначався забитими м'ячами за свій новий колектив. 8 серпня 2014 року, Богдан дебютував в елітному дивізіоні, взявши участь в гостьовому поєдинку полтавців проти ужгородської «Говерли», замінивши в кінцівці поєдинку одноклубника Андрія Ткачука. У наступному турі, молодий нападник знову з'явився на полі в основному складі, зігравши в кінцівці домашнього матчу «Ворскли» проти донецького «Металурга», а напередодні відзначився хет-триком у поєдинку дублюючих складів цих же команд. До зимової перерви Січкарук продовжив грати за молодіжний склад полтавського клубу. Передсезонну підготовку до другої частини чемпіонату, Богдан проходив з основним складом, відзначившись забитими м'ячами в декількох контрольних матчах.
У березні 2015 року, головний тренер збірної України U-21 Сергій Ковалець, включив Богдана до розширеного списку кандидатів у молодіжну команду країни.
Навесні 2016 року підписав контракт з лідером першої ліги Сербії — клубом «Напредак» з міста Крушевац. У «Напредаку» одноклубником Січкарука був Йован Маркоський, який виступав з Богданом у «Ворсклі». Зіграв 2 матчі в Першій лізі Сербії, в яких відзначився 1 голом. Потім повернувся до України, де підсилив аматорську «Чайку». У сезоні 2016/17 років допоміг команді завоювати бронзові нагороди аматорського чемпіонату України та виграти аматорський Кубок України.

## Досягнення

### Клубні
«Чайка» (Петропавлівська Борщагівка)
- Аматорський чемпіонат України
  -  Бронзовий призер (1): 2016/17

- Аматорський кубок України
  -  Володар (1): 2016/17